# ...e domani il mondo
...e domani il mondo (Tomorrow, the World!) è un film del 1944 diretto da Leslie Fenton.
Come nel caso di Hitler's Children di Edward Dmytryk, al centro del film è il contrasto tra l'educazione liberale che è a fondamento della democrazia e le pratiche di indottrinamento della gioventù proprie del regime nazista. In questo caso il conflitto avviene negli Stati Uniti con l'arrivo di un giovane nipote dalla Germania.
Il film è basato su uno spettacolo di Broadway di grande successo, che dopo il debutto il 14 aprile 1943 era rimasto in scena fino al 17 giugno 1944 raggiungendo le 500 rappresentazioni. Alcuni degli attori del cast originario ripresero la parte nel film, tra cui il protagonista Skip Homeier (Emil) e Edit Angold (Frieda). La parte dello zio, che in teatro era stata di Ralph Bellamy, fu affidata a Fredric March, uno dei più celebri attori cinematografici di Hollywood.

## Trama
Un ragazzo indottrinato dalla propaganda nazista viene a vivere in America dallo zio, di idee democratiche e fidanzato con una giovane ebrea. Nel conflitto che ne deriva, i valori della democrazia americana alla fine prevalgono, restituendo al ragazzo la propria umanità.

## Produzione
Il film fu prodotto negli Stati Uniti da Lester Cowan Productions.

## Distribuzione
Distribuito da United Artists, il film uscì nelle sale cinematografiche USA il 29 dicembre 1944. Nel 1952 fu nuovamente distribuito da Quality Films, anche internazionalmente.